# Albert Schott (Jurist)

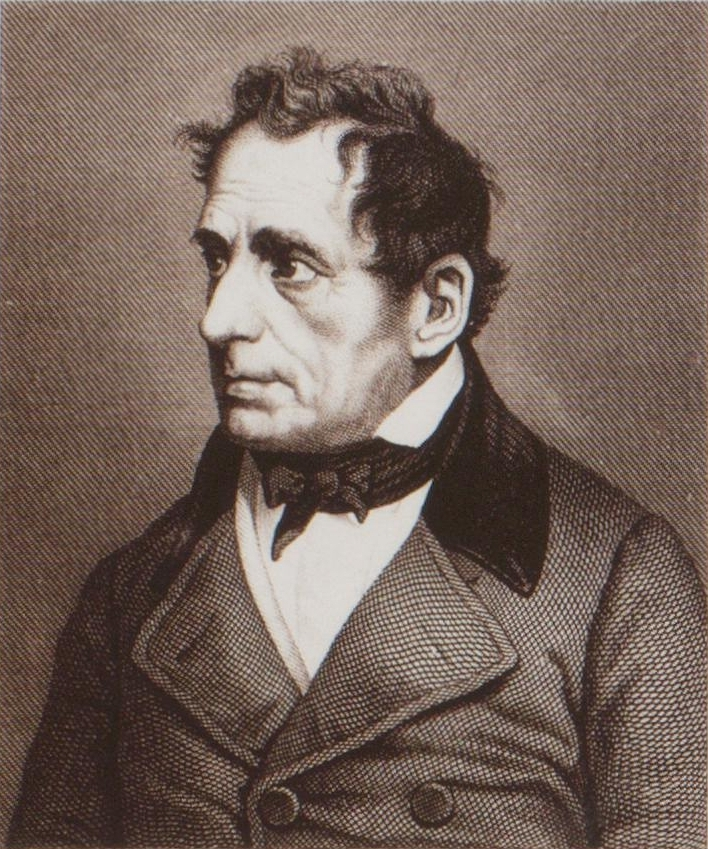

Albert Christian Friedrich Schott (* 30. April 1782 in Sindelfingen; † 6. Juni 1861 in Stuttgart) war ein württembergischer Jurist und Politiker.

## Leben
Schott entstammte einer evangelischen Familie. Er studierte von 1799 bis 1804 Philosophie und Rechtswissenschaften an der Universität Tübingen und der Universität Landshut. Nach seiner Promotion zum Dr. iur. unternahm er eine Studienreise nach Frankreich, wo er in Paris in die Großloge des Grand Orient de France beitrat. Wieder in der Heimat, begann er eine Juristenlaufbahn als Kanzleiadvokat im württembergischen Justizdienst. 1805 wurde er Hofgerichtsadvokat und Landkommissär in Stuttgart und außerdem zum kaiserlichen Notar ernannt. Von 1815 bis 1817 arbeitete er als Sekretär und Registrator der Ständeversammlung. Nach einer Amtsenthebung 1817 mit anschließender Wiedereinsetzung wurde Schott 1818 Prokurator beim Obertribunal. 1819 wurde er Mitglied der Ständeversammlung, von 1820 bis 1823 sowie 1833 bis 1838 gehörte er als führender liberaler Oppositioneller der Zweiten Kammer des württembergischen Landtags an.
Parallel engagierte sich Schott für das württembergische Gesangswesen, unter anderem als Gründer des Stuttgarter Liederkranzes. 1847 wurde er Mitglied des Ehrenrates der Deutschen Zeitung.
Im Rahmen der Märzrevolution nahm Schott 1848 am Vorparlament teil und wurde anschließend Schriftführer des Fünfzigerausschusses. Vom 18. Mai 1848 bis zum Ende des Rumpfparlaments am 18. Juni 1849 vertrat Schott den 3. Neckarkreis in Böblingen als Abgeordneter in der Frankfurter Nationalversammlung, wo er zuerst zur linken Fraktion Deutscher Hof und später zur weniger radikalen Fraktion Westendhall zählte. In der Nationalversammlung war Schott Alterspräsident und stellvertretender Vorsitzender des Finanzausschusses. 

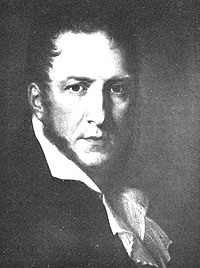

1850 nahm er an der zweiten und dritten verfassunggebenden Versammlung in Württemberg teil. 1859 wurde Schott Ehrenmitglied des Schwäbischen Sängerbundes.
Unter seinen Söhnen waren der Volkskundler Albert Schott, der Naturforscher Arthur Carl Victor Schott und der Jurist Sigmund Schott. Seine Tochter Lydia heiratete den Abgeordneten und späteren württembergischen Justizminister Friedrich von Römer. 1905 wurde die Schottstraße in Stuttgart-Nord nach Albert Schott und seinem Sohn Sigmund Schott benannt. Sein Enkel war der Benediktinerpater und katholische Theologe Anselm Schott.